# Samsung Galaxy S22
Samsung Galaxy S22 — лінійка смартфонів на базі Android, який розроблена, продається та виробляється Samsung Electronics в рамках своєї серії Galaxy S. Ця серія є наступником серій Galaxy S21 та Galaxy Note 20, останньої наступником є версія Ultra. Лінійка була представлена на заході Samsung Galaxy Unpacked 9 лютого 2022 року.

## Дизайн
Серія Galaxy S22 має дизайн, схожий на попередні телефони серії S, з дисплеєм Infinity-O з круглим вирізом у центрі зверху для передньої камери. У всіх трьох моделях для задньої панелі використовується скло Corning Gorilla Glass Victus, на відміну від серії S21, яка мала пластик на меншому S21. Матеріал задньої камери на S22 і S22+ має металеве обрамлення, тоді як S22 Ultra має окремий виступ об’єктива для кожного елемента камери. 
| Galaxy S22 | Galaxy S22    | Galaxy S22                  | Galaxy S22+ | Galaxy S22+   | Galaxy S22+                 | Galaxy S22 Ultra | Galaxy S22 Ultra               | Galaxy S22 Ultra            |
| Колір      | Ім'я          | Ексклюзив онлайн замовлення | Колір       | Ім'я          | Ексклюзив онлайн замовлення | Колір            | Ім'я                           | Ексклюзив онлайн замовлення |
|            | Phantom White | Ні                          |             | Phantom White | Ні                          |                  | Phantom White                  | Ні                          |
|            | Phantom Black | Ні                          |             | Phantom Black | Ні                          |                  | Phantom Black                  | Ні                          |
|            | Зелений       | Ні                          |             | Зелений       | Ні                          |                  | Зелений                        | Ні                          |
|            | Рожеве золото | Ні                          |             | Рожеве золото | Ні                          |                  | Бордовий                       | Ні                          |
|            | Графітовий    | Так                         |             | Графітовий    | Так                         |                  | Графітовий з чорними краями    | Так                         |
|            | Блакитне небо | Так                         |             | Блакитне небо | Так                         |                  | Блакитне небо з чорними краями | Так                         |
|            | Кремовий      | Так                         |             | Кремовий      | Так                         |                  | Червоний з чорними краями      | Так                         |
|            | Фіолетовий    | Так                         |             | Фіолетовий    | Так                         |                  |                                |                             |

## Характеристики

### Чипсет
Лінійка S22 включає три моделі з різними технічними характеристиками обладнання: міжнародні моделі S22 використовують чипи Exynos 2200, у той час, як американські, корейські та китайські моделі використовують Qualcomm Snapdragon 8 Gen 1.

### Дисплей
Серія S22 має дисплеї «Dynamic AMOLED 2X» з підтримкою HDR10+ і технологією «динамічного тонального зображення». У всіх моделях використовується ультразвуковий вбудований в екран датчик відбитків пальців другого покоління.
| Модель    | Розмір дисплея    | Роздільна здатність дисплея | Змінна частота оновлення | Форма           |
| --------- | ----------------- | --------------------------- | ------------------------ | --------------- |
| S22       | 6,1 дюйм (155 мм) | 2340×1080                   | 48 Гц до 120 Гц          | Плоскі сторони  |
| S22+      | 6,6 дюйм (168 мм) | 2340×1080                   | 48 Гц до 120 Гц          | Плоскі сторони  |
| S22 Ultra | 6,8 дюйм (173 мм) | 3088×1440                   | 1 Гц до 120 Гц           | Вигнуті сторони |

#### S Pen
S22 Ultra – це перший телефон серії S, який має вбудовану ручку S Pen, характерну особливість серії Galaxy Note. S Pen має кращу затримку на рівні 2,8 мс, зменшену з 26 мс у Note 20 і 9 мс у Note 20 Ultra і S21 Ultra, і знаменує собою впровадження «системи координації на основі штучного інтелекту». S Pen також підтримує жести Air і систему Air Action.

### Пам'ять
| Моделі    | Galaxy S22 | Galaxy S22 | Galaxy S22+ | Galaxy S22+ | Galaxy S22 Ultra | Galaxy S22 Ultra |
| --------- | ---------- | ---------- | ----------- | ----------- | ---------------- | ---------------- |
|           | ПДД        | Пам'ять    | ПДД         | Пам'ять     | ПДД              | Пам'ять          |
| 1 варіант | 8 ГБ       | 128 ГБ     | 8 ГБ        | 128 ГБ      | 8 ГБ             | 128 ГБ           |
| 2 варіант | 8 ГБ       | 256 ГБ     | 8 ГБ        | 256 ГБ      | 12 ГБ            | 256 ГБ           |
| 3 варіант | -          | -          | -           | -           | 12 ГБ            | 512 ГБ           |
| 4 варіант | -          | -          | -           | -           | 12 ГБ            | 1 ТБ             |

S22 і S22+ пропонують 8 ГБ оперативної пам’яті з варіантами 128 ГБ і 256 ГБ для внутрішньої пам’яті. S22 Ultra має 8 ГБ оперативної пам’яті та 128 ГБ, а також варіант 12 ГБ із 256 ГБ, 512 ГБ та 1 ТБ для внутрішньої пам’яті. На відміну від S21 Ultra, S22 Ultra не має моделі з 16 ГБ оперативної пам’яті. У всіх трьох моделях відсутній слот для карти microSD.

### Батареї
S22, S22+ і S22 Ultra містять незнімні батареї Li-Po ємністю 3700 мА·г, 4500 мА·г і 5000 мА·г відповідно. S22 підтримує дротову зарядку через USB-C потужністю до 25 Вт (за допомогою USB Power Delivery), тоді як S22+ і S22 Ultra мають швидшу зарядку на 45 Вт. Тести виявили, що між швидкістю зарядки 45 Вт і 25 Вт немає суттєвої різниці. Усі три мають індуктивну зарядку Qi до 15 Вт. Телефони також мають можливість заряджати інші Qi-сумісні пристрої від власного акумулятора S22, який позначається як «Wireless PowerShare», потужністю до 4,5 Вт.

### Камери
| Моделі                  | Моделі         | Galaxy S22 & S22+                                             | Galaxy S22 Ultra                                              |
| ----------------------- | -------------- | ------------------------------------------------------------- | ------------------------------------------------------------- |
| ширококутний            | Характеристики | 50 Мп, f/1.8, 24 мм, 1/1.56", Dual Pixel PDAF, OIS            | 108 Мп, f/1.8, 24 мм, 1/1.33", PDAF, Laser AF, OIS            |
| ширококутний            | Модель         | Samsung S5KGN5 [Архівовано 15 квітня 2022 у Wayback Machine.] | Samsung S5KHM3 [Архівовано 21 квітня 2022 у Wayback Machine.] |
| Надширококутний         | Характеристики | 12 Мп, f2.2, 13 мм, 1/2.55", Dual Pixel PDAF на S22 Ultra     | 12 Мп, f2.2, 13 мм, 1/2.55", Dual Pixel PDAF на S22 Ultra     |
| Надширококутний         | Модель         | Sony IMX563                                                   | Sony IMX563                                                   |
| Телеоб'єктив            | Характеристики | 10 Мп, f/2.4, 70 мм, 1/3.94", PDAF, OIS                       | 10 Мп, f/2.4, 70 мм, 1/3.52", Dual Pixel PDAF, OIS            |
| Телеоб'єктив            | Модель         | Samsung S5K3K1                                                | Sony IMX754                                                   |
| Додатковий Телеоб'єктив | Характеристики | -                                                             | 10 Мп, f/4.9, 240 мм, 1/3.52", Dual Pixel PDAF, OIS           |
| Додатковий Телеоб'єктив | Модель         | -                                                             | Sony IMX754                                                   |
| Передня                 | Характеристики | 10 Мп, f/2.2, 26 мм, 1/3.24", PDAF                            | 40 Мп, f/2.2, 26 мм, 1/2.8", PDAF                             |
| Передня                 | Модель         | Sony IMX374                                                   | Samsung S5KGH1                                                |

S22 і S22+ мають широкоформатний датчик на 50 Мп, телеоб’єктив на 10 Мп з 3-кратним оптичним збільшенням і надширококутний датчик на 12 Мп. S22 Ultra зберіг 108-мегапіксельний сенсор свого попередника з 12-бітним HDR. Він також оснащений двома 10-мегапіксельними телеоб'єктивами з 3- та 10-кратним оптичним зумом, а також надшироким датчиком на 12 Мп. Передня камера використовує сенсор на 10 Мп на S22 і S22+ і на 40 Мп на S22 Ultra.
Серія Galaxy S22 може записувати відео HDR10+ і підтримувати HEIF.

#### Підтримувані режими відео
Серія Samsung Galaxy S22 підтримує такі режими відео:
- 8K@24fps (теоретично, до 30fps на S22 Ultra)
- 4K@30/60fps
- 1080p@30/60/240fps
- 720p@960fps (480fps інтерполюється до 960fps на S22 Ultra)

### Інтерфейси підключення
Усі три телефони підтримують мережі 5G SA/NSA. Galaxy S22 підтримує Wi-Fi 6 і Bluetooth 5.2, а Galaxy S22+ і S22 Ultra підтримують ще й Wi-Fi 6E. Моделі S22+ і S22 Ultra також підтримують ультраширокосмуговий (UWB) зв’язок на коротких дистанціях, подібний до NFC (не плутати з 5G mmWave, який Verizon продає як Ultra Wideband). Samsung використовує цю технологію для своєї нової функції «SmartThings Find» і Samsung Galaxy SmartTag+.

### Операційна система
Телефони S22 були випущені з Android 12 (One UI 4.1) із програмним забезпеченням One UI від Samsung. Включений у програмне забезпечення Samsung Knox для покращення безпеки пристрою, а для корпоративного використання існує окрема версія. Отримали оновлення до Android 14 (One UI 6.1).

## Галерея

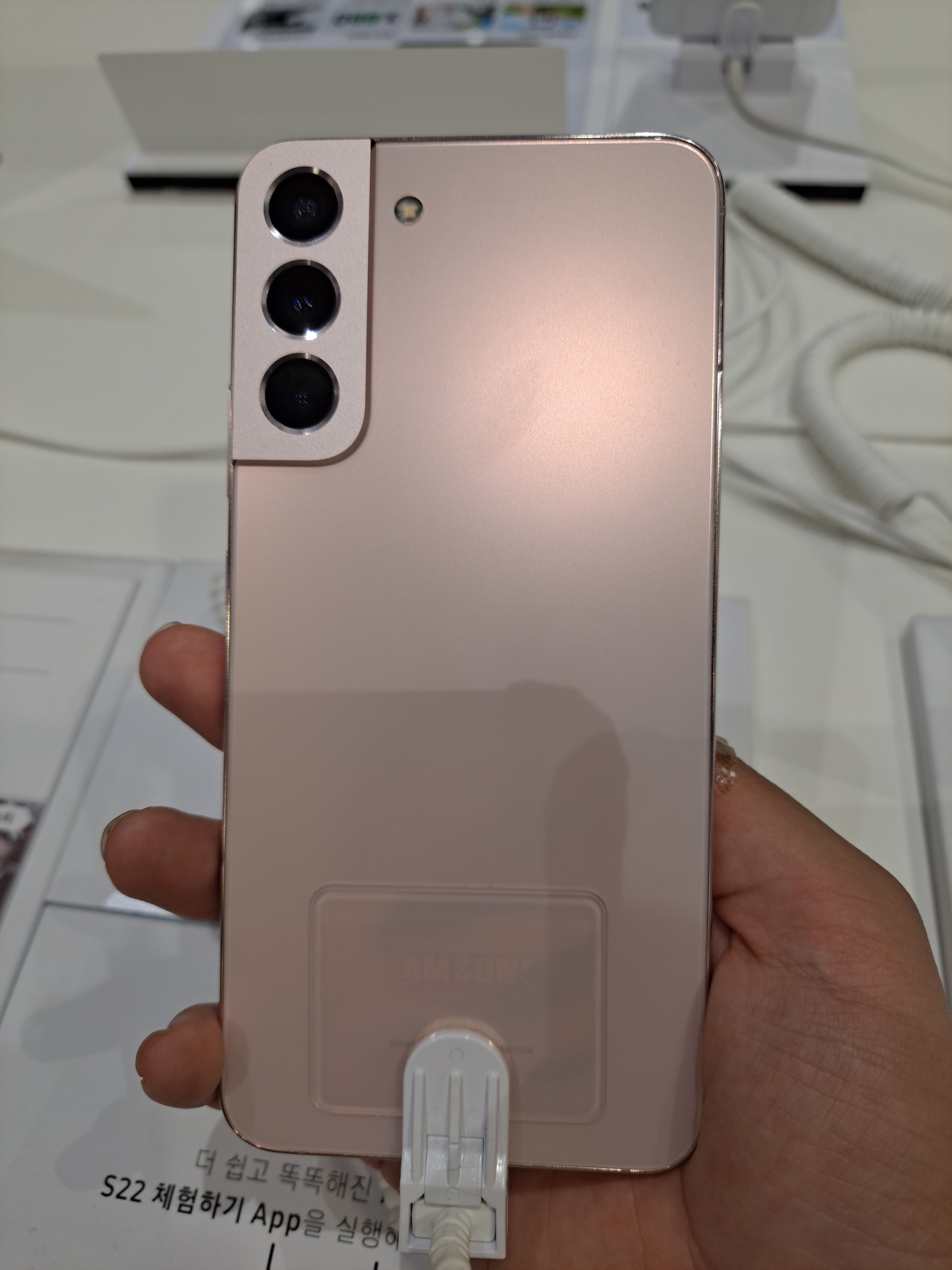
Back of the Samsung Galaxy S22
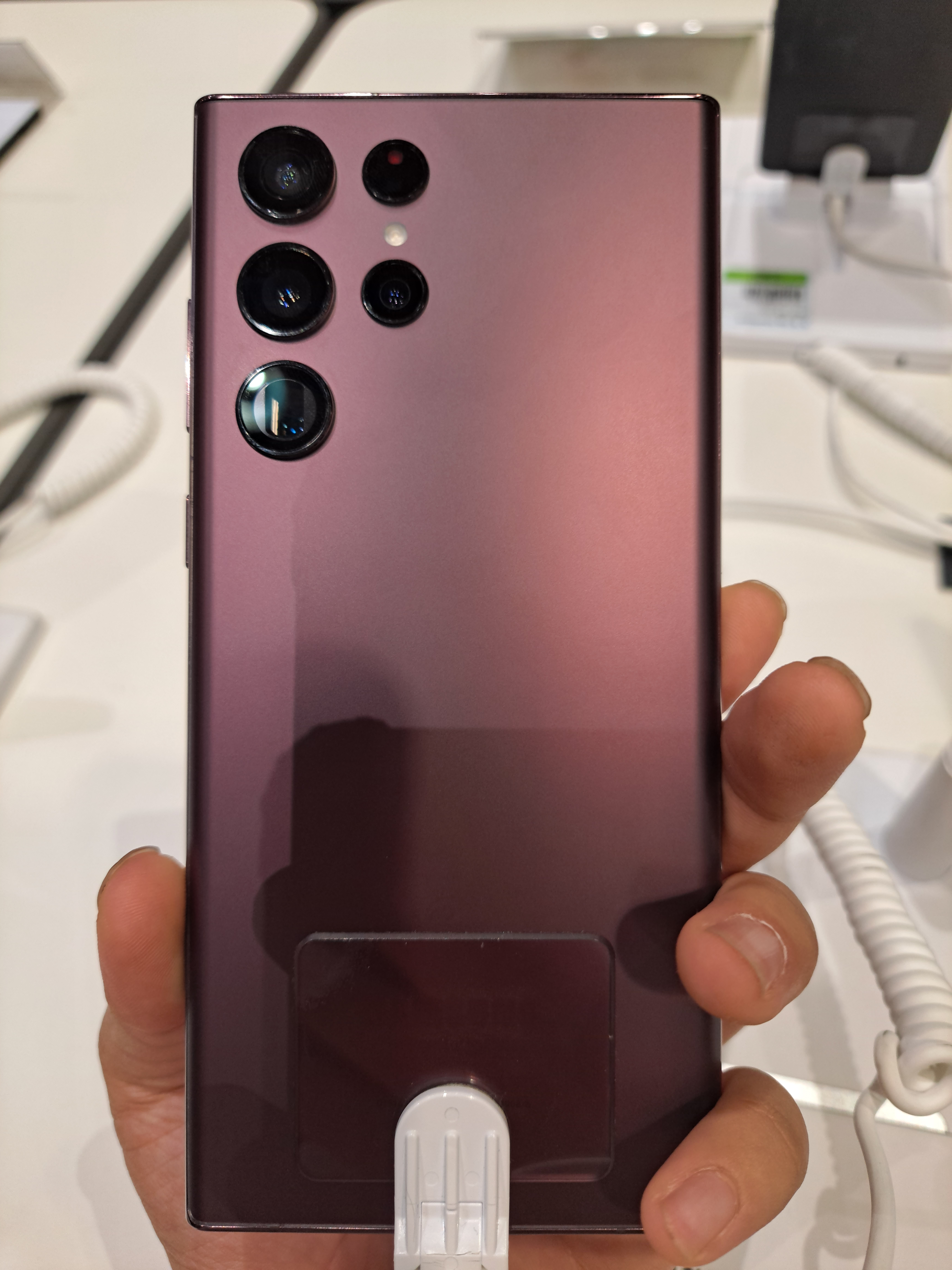
Back of the Samsung Galaxy S22 Ultra
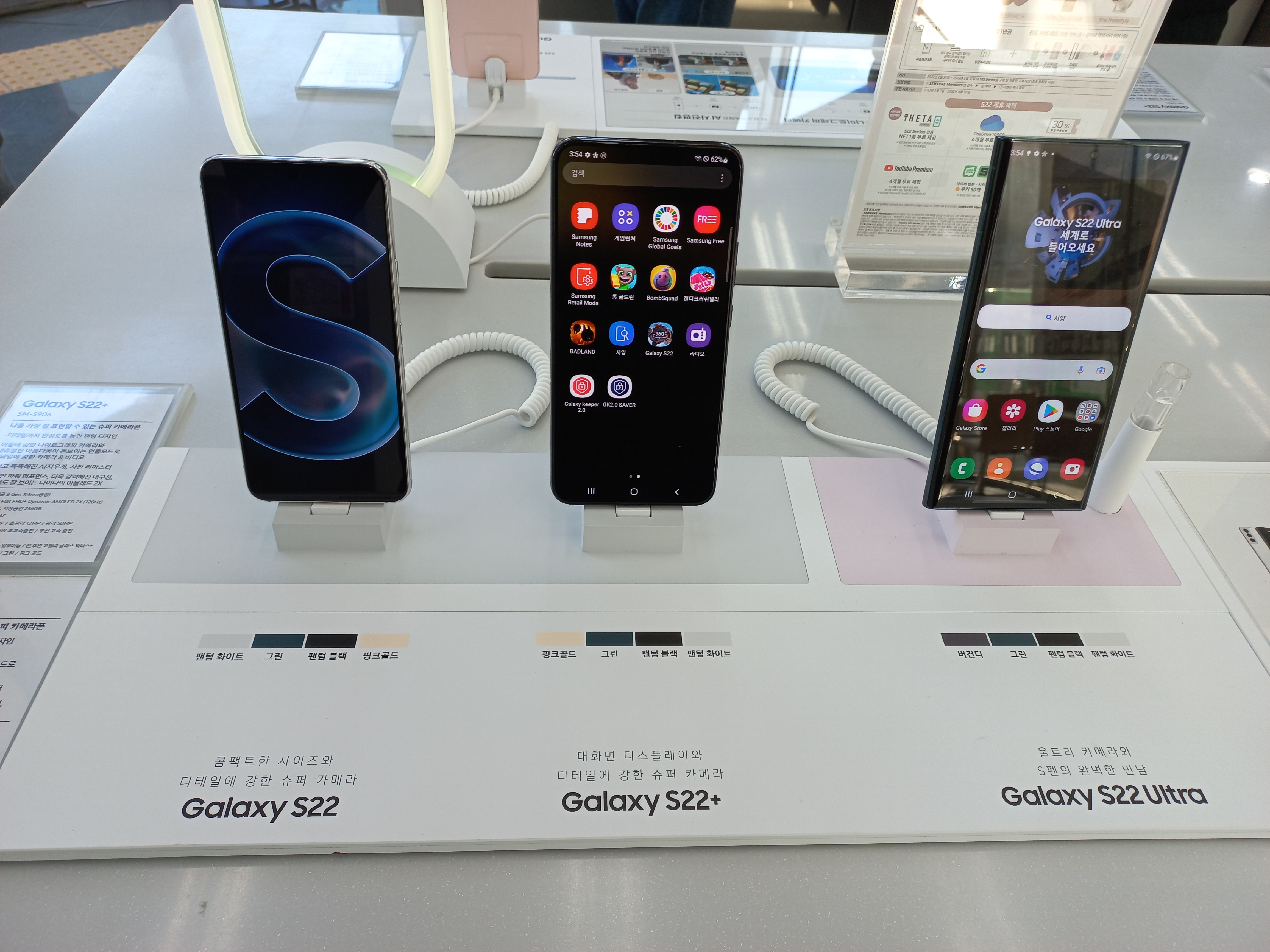
Серія Galaxy S22
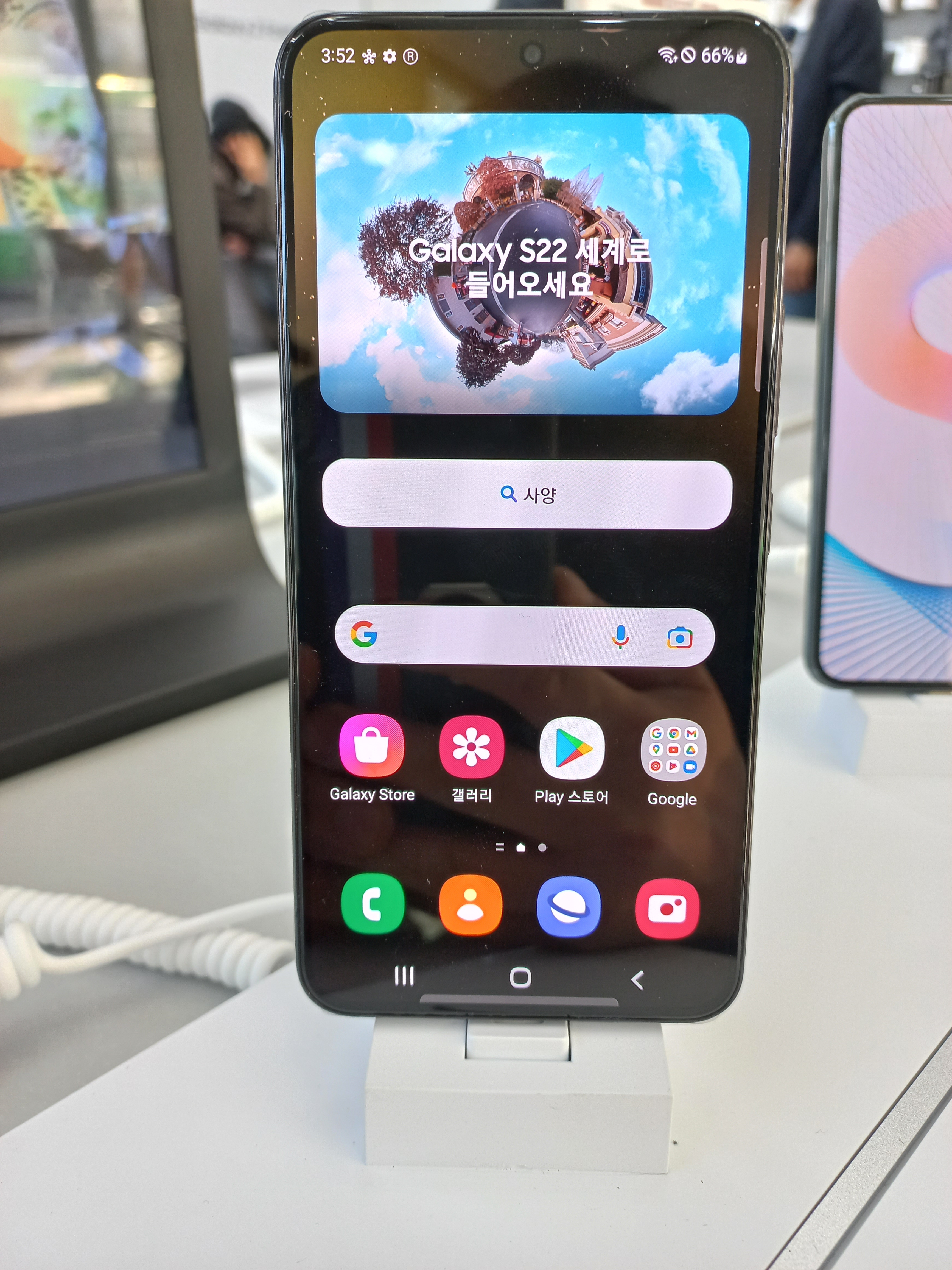
Galaxy S22
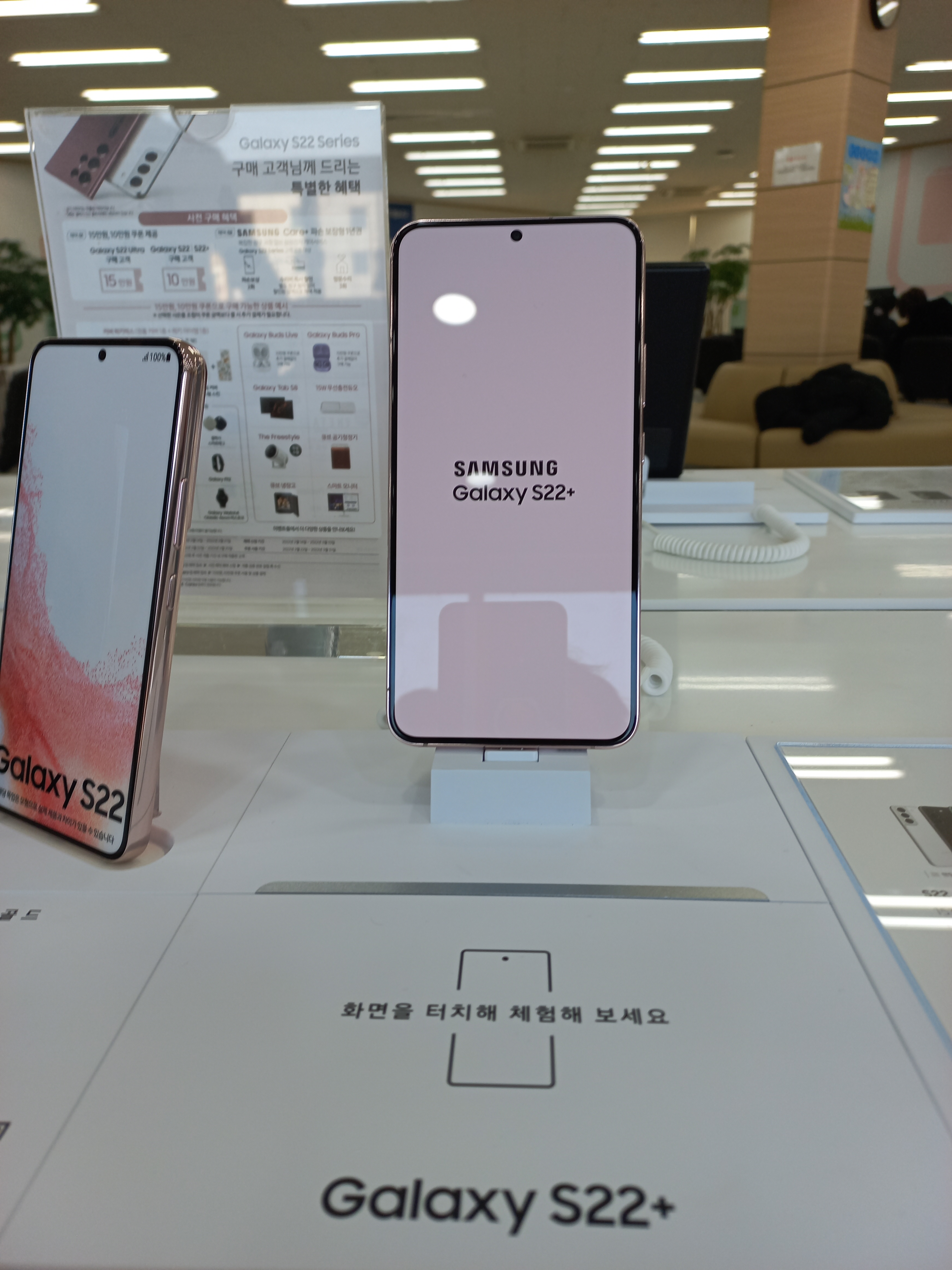
Galaxy S22+
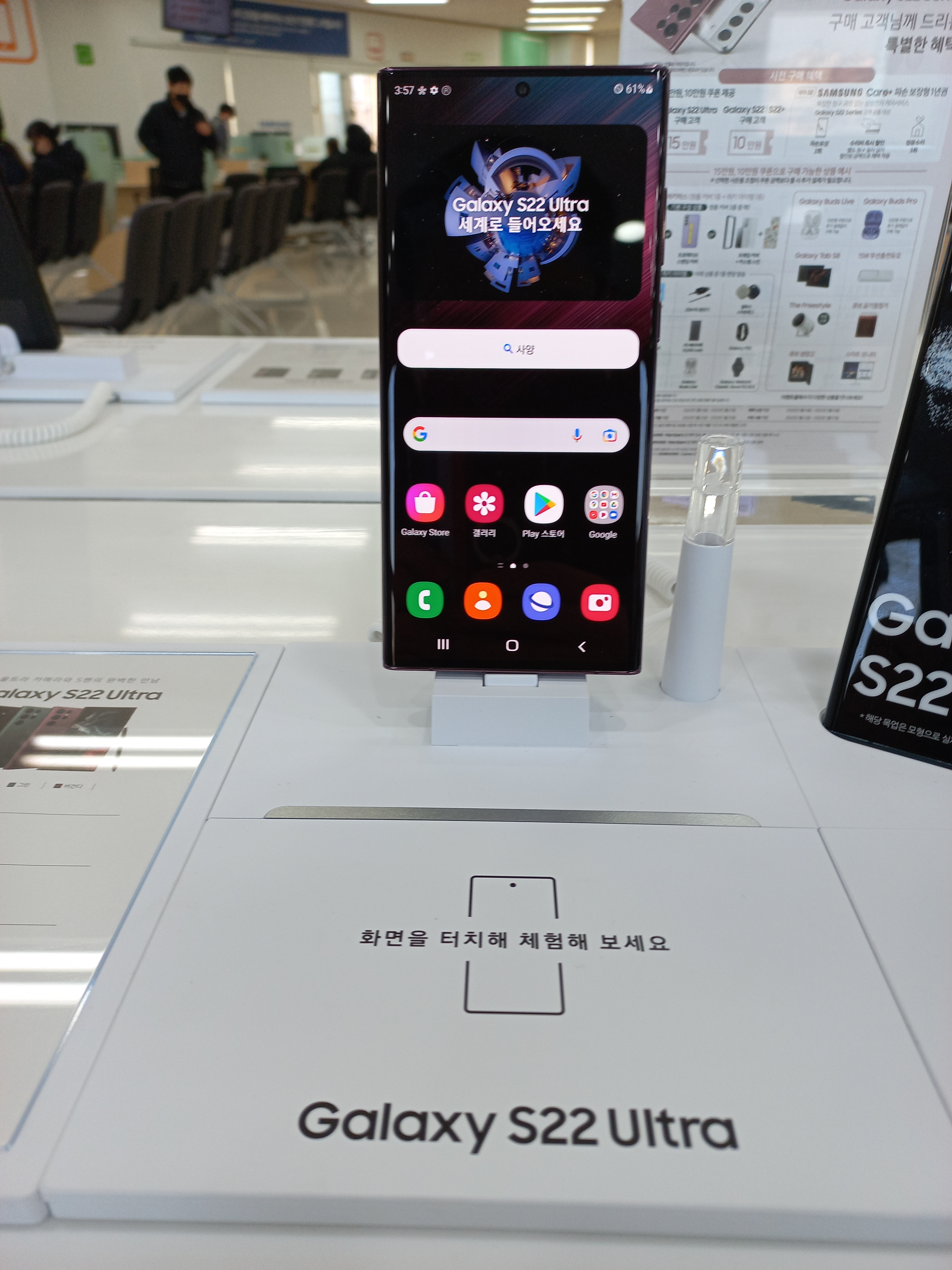
Galaxy S22 Ultra